# 仮面の狩人ノブ
『仮面の狩人ノブ』(かめんのかりうどのぶ) は、佐多みさきによるレイプをテーマにした漫画作品のことである。

## 概要
秋田書店のプレイコミックに、1980年代後半に連載された。

## 登場人物
ノブ（のぶ） 黒木伸
本編の主人公。32歳。かつて「最高のサオ師」であったが、現在の職業は主に珍獣を取り扱うペットショップ「黒木屋」のオーナー。小学生とおぼしき娘がおり、娘に配慮してサオ師を辞めているが、繁盛しないペットショップの賃料を払うため、源の依を受け、気の進まないレイプ稼業に勤しむ。
レイプの際にはホッケーマスクを着用。特技は「何時間でも立たせっぱなしで、しかも射出を自在にする」こと。名前の由来は「ドアのノブのようなナニを持っている」ことによる。格闘技の心得はなく、婦人警官に苦戦することもある。射精音は「ドビュッ」。
源
本職はエロ屋。表の職業は漢方薬局「栄貫堂」オーナー。レイプの依頼を受け、ノブに依頼する。
配偶者あり。最終回ではノブと分かれるため、義弟の経営するスーパーマーケットのある田舎へと旅立つ。

## サブタイトル
単行本「プレイコミックシリーズエクストラ」に準拠。
- カット.1 人妻
- カット.2 女優
- カット.3 女弁護士
- カット.4 婦人警官
- カット.5 ホテトルの天使
- カット.6 ファッションデザイナー
- カット.7 継母
- カット.8 女マネージャー
- カット.9 Gスポットの女
- カット.10 女教師
- カット.11 令嬢
- カット.12 看護婦
- カット.13 宗家の女
- カット.14 セールスウーマン
- カット.15 ソープ嬢
- カット.16 グルーピー
- カット.17 ストリッパー
- カット.18 予言者 …… ノブの本名、年齢について記述あり。
- カット.19 ガードウーマン
- カット.20 スケ番
- カット.21 インストラクター
- カット.22 シンガー
- カット.23 妻たち
- カット.24 パーサー
- カット.25 調香師
- カット.26 虎の娘
- カット.27 コールガール
- カット.28 シンデレラ
- カット.29 魔女
- カット.30 鏡の女
- カット.31 ディレクター
- カット.32 ミンクの女王
- カット.33 夢魔の女
- カット.34 ゴーストライター
- カット.35 赤い靴の女
- カット.36 ビデオギャル
- カット.37 家庭教師
- カット.38 姉妹
- カット.39 踊り子
- カット.40 壁の女
- カット.41 アイドル
- カット.42 有閑マダム
- カット.43 SMモデル
- カット.44 母子像
- カット.45 作詞家
- カット.46 囚われの女
- カット.47 家政婦
- カット.48 ナイフの女
- カット.49 人形の部屋
- カット.50 ラブ・コール
- カット.51 女傑
- カット.52 女の椅子
- カット.53 100%の女
- カット.54 早贄の女
- カット.55 ルームメイト
- カット.56 ピグマリオン
- カット.57 絆
- カット.58 女王蜂
- カット.59 蛇淫
- カット.60 鉄の女
- カット.61 忘れられた女
- カット.62 犬の反乱
- カット.63 禁忌のドア
- カット.64 ネズミの日
- カット.65 セーラー服の女
- カット.66 賭ける女たち
- カット.67 五円玉の女
- カット.68 女党首
- カット.69 ビデオ・レター
- カット.70 メイク アップ
- カット.71 エンゲージ・リング
- カット.72 カーテン
- カット.73 偽薬(プラシーボ）
- カット.74 牙と爪
- カット.75 深海魚
- カット.76 共犯者
- カット.77 九星の女
- カット.78 手紙
- カット.79 アマチュア
- カット.80 窓の灯(あかり)
- カット.81 極光(オーロラ）
- カット.82 レイプ廃業
- カット.83 ラスト・レイプ

## その他

### 名ゼリフ
- 「これがSEXだ〜」